# Susanne Andersen
Susanne Andersen   (Stavanger, 23 de juliol de 1998) és una ciclista noruega. Professional des del 2017, actualment milita a l'Uno-X Mobility. Combina la carretera amb el ciclocròs.

## Palmarès
- 2015
  -  Campiona de Noruega júnior en contrarellotge
  -  Campiona de Noruega júnior en ciclocròs sub-23
- 2016
  -  Campiona de Noruega en ruta júnior
  -  Campiona de Noruega júnior en contrarellotge
  - Vencedora d'una etapa a l'Albstadt-Frauen-Etappenrennen
- 2017
  -  Campiona de Noruega en critèrium
- 2023
  -  Campiona de Noruega en ruta
- 2025
  - 1a a la Volta a Mouscron
  - 1a a l'Antwerp Port Epic Ladies

### Resultats a les Grans Voltes

#### Giro d'Itàlia
- 2023: 73a posició

#### Tour de França
- 2023: 93a posició
- 2025: Fora de temps a la 8a etapa

#### Volta a Espanya
- 2025: 102a posició